# Billet canadien de 20 dollars «Épopée canadienne»
Recto
Verso
Le billet canadien de 20 dollars est l'un des plus communs billets de banque canadiens.
La couleur de ce billet est le vert.
Le recto représente Élisabeth II, reine du Canada ainsi que l'édifice du centre du Parlement. Le verso représente des œuvres d'art de Bill Reid ainsi qu'un extrait en français et en anglais du roman La montagne secrète de Gabrielle Roy :

« Nous connaîtrions-nous seulement un peu nous-même sans les arts ? »

« Could we ever know each other in the slightest without the arts ? »